# Lasioglossum pallidum
Lasioglossum pallidum là một loài Hymenoptera trong họ Halictidae. Loài này được Radoszkowski mô tả khoa học năm 1888.